# Emilianos Zacharopoulos
Emilianos Zacharopoulos (griechisch Αιμιλιανός Ζαχαρόπουλος, * 12. April 1915 auf Heybeliada vor Istanbul; † 8. September 2011 in Athen) war ein türkischer Geistlicher und orthodoxer Metropolit von Belgien.

## Leben
1936 graduierte er am Theologischen Institut von Halki (heute Türkei) und wurde 1937 zum Diakon für die Pfarrei der Heiligen Konstantin und Helena in Istanbul geweiht und war später als Diakon in der Zentrale des Ökumenischen Patriarchats tätig. 1951 wurde er von dem Patriarchen von Konstantinopel Athinagoras zum Generalvikar des Ökumenischen Patriarchats bestellt.
1959 wurde er zum Metropoliten von Selevkia ernannt, aber 1964 aus der Türkei ausgewiesen. 1969 wurde er zum ersten orthodoxen Metropoliten von Belgien und Exarchen der Niederlande und Luxemburgs des Ökumenischen Patriarchats von Konstantinopel gewählt und am 11. November 1969 in der orthodoxen Kathedrale der Heiligen Erzengel in Brüssel geweiht.
Im Dezember 1982 wurde er Metropolit von Kos, das, obwohl zu den griechischen Dodekanes-Inseln gehörend, unter der Jurisdiktion des Patriarchats von Konstantinopel und nicht der Kirche von Griechenland steht. 2009 wurde er emeritiert.